# Tiefbaufacharbeiter
Der Tiefbaufacharbeiter ist ein staatlich anerkannter Ausbildungsberuf nach Berufsbildungsgesetz und Handwerksordnung.

## Ausbildungsdauer und Struktur
Die Ausbildungsdauer zum Tiefbaufacharbeiter beträgt in der Regel zwei Jahre. Die Ausbildung erfolgt an den Lernorten Betrieb und Berufsschule.
Der Beruf verfügt über die Schwerpunkte
- Straßenbauarbeiten,
- Rohrleitungsbauarbeiten,
- Kanalbauarbeiten,
- Brunnen- und Spezialtiefbauarbeiten sowie
- Gleisbauarbeiten.

Es handelt sich um eine Stufenausbildung, d. h. eine erfolgreich abgeschlossene Ausbildung kann in einem weiteren, darauf aufbauenden Ausbildungsberuf vertieft werden. Ein Tiefbaufacharbeiter kann daher ein weiteres Jahr lernen und dann einen Abschluss als Rohrleitungsbauer, Kanalbauer, Spezialtiefbauer oder Gleisbauer erwerben.

## Arbeitsgebiete
Tiefbaufacharbeiter stellen Baugruben,  Gräben und Verkehrswege her. Sie führen dazu  Erdarbeiten durch und bauen Ver- und Entsorgungssysteme ein. Sie finden ihren Arbeitsplatz in der Unternehmen der Bauindustrie, die Sanierungs- und Instandsetzungsarbeiten durchführen, können aber auch beim Neubau beschäftigt sein.
- Im Schwerpunkt Straßenbauarbeiten stellen sie Plattenbelage und  Pflasterdecken her.
- Im Schwerpunkt Rohrleitungsbauarbeiten stellen Tiefbaufacharbeiter  Druckrohrleitungen her und führen Druckprüfungen durch.
- Im Schwerpunkt Kanalarbeiten stehen das Herstellen von  Schachtunterteilen im Mittelpunkt der Arbeit.
- Im Schwerpunkt Brunnenbau- und Spezialtiefbauarbeiten stellen sie Bohrungen und Verbauabschnitte her.
- Im Schwerpunkt Gleisbauarbeiten arbeiten sie bei der Herstellung eines Bahndammes oder in der Herstellung eines Gleisjoches.

## Ausbildungsvergütung
Die Höhe der Ausbildungsvergütung richtet sich häufig nach  tarifvertraglichen Festlegungen. Der Bauindustrieverband Hamburg e.V. hat beispielsweise folgende Vergütungen vereinbart:
- 1. Ausbildungsjahr: 614,00 Euro
- 2. Ausbildungsjahr: 943,00 Euro[3].

## Entwicklung
Die Anzahl der Auszubildenden ist rückläufig. Gab es 2001 im  Bauhauptgewerbe noch über 63.000 Ausbildungsplätze, so waren es 2006 bereits nur noch knapp 42.000.